# Chery S-18
O S-18 é um automóvel compacto produzido pela montadora chinesa Chery Automobile.